# Poli
Poli és una ciutat i comune (municipi) de la ciutat metropolitana de Roma, a la regió italiana de Laci. Està situat a l'àrea dels Monti Prenestini. És el lloc de naixement del Papa Inocenci XIII i dels cardenals Agostino Vallini i Giannicolò Conti. L'1 de gener de 2018 tenia 2.399 habitants.

## Llocs d'interès
- Palazzo Conti (segles XIII-XIV).
- Església de Santo Stefano (construïda abans del segle XI). Té frescos de Taddeo Zuccari.
- Església de Sant'Antonio Abate (segle XV).